# Ктесій
Ктесій з Кніди (грец. Κτησίας, 445 до н. е. — 399 до н. е.) — лікар перського царя Артаксеркса II. Автор «Історії Персії».
Походив із міста Кніда в Малій Азії, з родини лікарів Асклепіадів (кнідська гілка). Наприкінці V століття до н. е. він потрапив у полон до персів і провів у Персії багато років. Там він займав чільне становище, лікуючи царя і його родину. Був він особистим лікарем і матері царя, впливової Парісадіти, а також виступав з дипломатичними дорученнями.
На початку IV століття до н. е. він повернувся на батьківщину, де мешкав до кінця життя. Саме у Кніді або Спарті, він і написав свої твори, головними з яких є «Історія Персії» («Персіка») та «Опис Індії» («Індіка»). Вони складенні за власними спогляданнями автора. Ктесій, зокрема подорожував Ассирією, Мідією, Вірменією (Наїрі), Персією.
Сатирик Лукіан був такої низької думки про історичну достовірність Ктесія, що в своїй повісті «Правдива історія», він запроторив його на острів, де каралося зло.